# تیم ملی فوتبال پورتوریکو
تیم ملی فوتبال پورتوریکو نمایندهٔ کشور پورتوریکو در مسابقات بین‌المللی است که زیر نظر فدراسیون فوتبال پورتوریکو فعالیت می‌کند. 
اولین بازی رسمی این تیم در تاریخ ۱۲ نوامبر ۱۹۴۰ میلادی در برابر تیم ملی فوتبال کوبا برگزار شده‌است.